# Боровка (приток Баранчи)
Боро́вка — река в Свердловской области, приток Баранчи. Впадает в Баранчу слева, в 39 километрах от её устья. Истоки — в лесах восточнее посёлка Баранчинский Кушвинского городского округа, устье — в черте посёлка. На реке несколько прудов. 
Длина водотока 11 км.

## Данные водного реестра
По данным государственного водного реестра России относится к Иртышскому бассейновому округу, водохозяйственный участок реки — Тагил от города Нижний Тагил и до устья, речной подбассейн реки — Тобол. Речной бассейн реки — Иртыш.
Код водного объекта: 14010501512111200005330.